# Pomperipossa i Monismanien
Pomperipossa i Monismanien er en satirisk fortælling skrevet af den svenske forfatterinde Astrid Lindgren og offentliggjort i avisen Expressen den 10. marts 1976.
Astrid Lindgren skrev den efter at have opdaget at hun betalte 102 % i skat, og den blev et vigtigt indlæg i debatten om høje marginalskatter og menes at være en medvirkende årsag til at socialdemokraterne tabte magten ved rigsdagsvalget i 1976, for første gang i 40 år.
I en tydelig allegori berettes historien om Pomperipossa, som i et rige langt borte skriver bøger for børn og kun har 5000 kroner at leve for om året, til trods for at hun slider og slæber.
I forbifarten nævner Lindgren, at man kan sænke sin skat ved at købe et højtbelånt hus. Dette var et nålestik mod Sveriges daværende finansminister Gunnar Sträng, som netop havde gjort det, hvilket medførte at han det år kun betalte en ganske lav skat, til trods for at han havde en stor indkomst.
I rigsdagen læste moderaternas partileder Gösta Bohman fortællingen fra talerstolen. Herpå svarede Sträng, i sin myndige tone, at Astrid Lindgrens indlæg i skattedebatten røbede "dyb uvidenhed" om skattesystemet. "Men det forlanger vi jo heller ikke at Astrid Lindgren skal kunne klare". Lindgren svarede i radioen dagen efter: "Men jeg forlanger det af Gunnar Sträng. Hvis der er nogen, der har regnet forkert, er det Riksskatteverket, for det er fra dem, jeg har fået cifrene. Sträng kan fortælle historier, men regne kan han tydeligvis ikke. Vi burde nok bytte job, han og jeg."
Den høje marginalskat var et resultat af Haga-forliget mellem socialdemokraterne, Folkpartiet og Centerpartiet den 4. marts 1975, hvor man sænkede indkomstskatten blandt andet ved at fjerne loftet for egenafgifter (afgifter for selvstændigt erhvervsdrivende, svarende til arbejdsgiverafgifter) i socialforsikringen.

## Ekstern henvisning
- Pomperipossa i Monismanien